# Glyptothorax zanaensis
Glyptothorax zanaensis är en fiskart som beskrevs av Wu, He och Chu, 1981. Glyptothorax zanaensis ingår i släktet Glyptothorax och familjen Sisoridae. Inga underarter finns listade i Catalogue of Life.